# 크로아티아의 로마 가톨릭교회
이 문서는 크로아티아의 로마 가톨릭교회 문서이다. 크로아티아 전체 국민의 약 85%인 380만명이 가톨릭 신자이다. 목각 성모상으로 유명한 마리아 비스트리카는 크로아티아 최대의 성지이다. 크로아티아의 수호성인은 성 요셉인데, 1687년 크로아티아 의회가 성 요셉을 국가의 수호성인으로 공표하였다.

## 역사

### 오스트리아-헝가리 제국
오스트리아 제국은 제국 내에 가톨릭교회를 조정하는 문제로 1855년 교황청과 협약을 맺었다.

### 유고슬라비아 왕국
유고슬라비아 왕국 시절, 크로아티아 주교들은 유고슬라비아 주교회의에 속해 있었다. 세르비아 정교회는 유고슬라비아 왕국의 실질적인 국교로서 역할을 수행하였다. 이 시기에 세르비아 정교회는 주민의 대다수가 가톨릭 신자인 비스 섬에도 손을 뻗어 지역 주민의 일부가 세르비아 정교회로 개종하기도 하였다.

### 유고슬라비아 공산주의
1945년 은퇴한 두브로브니크의 주교 요십 마리아 카레빅이 유고슬라비아 권력자들 손에 의해 죽임을 당하였다. 2주 후 요십 스레브르닉 주교는 교도소에 투옥되었다. 전후, 유고슬라비아의 가톨릭 출판사들은 100개에서 3개로 감소하였다.
1946년 공산 정권은 국가서적등록법을 도입하였는데, 이 법은 교회의 기록물 및 기타 서류들을 국가가 강제로 압수할 수 있도록 하는 법이었다. 1952년 1월 31일 공산 정권은 공립학교에서 종교 교육을 금지하였다.

### 크로아티아 공화국
크로아티아의 민주화와 독립과 함께 크로아티아 주교회의도 자연스럽게 들어서게 되었다. 크로아티아 주교회의는 1997년에 크로아티아 가톨릭 라디오 방송을 개설하였다.